# Христо Пецов
Христо Даскалов (на гръцки: Χρήστος Διδασκάλου, Христос Дидаскалу) е гръцки просветен деец от Македония от края на XIX и началото на XX век.

## Биография
Христо Даскалов е роден в Богданци, тогава в Османската империя, днес Северна Македония в 1854 година. В 1860 година се заселва в Гумендже, където овдовялата му майка се омъжва повторно и приема името Пецос (Πέτσος). Работи като гръцки учител в Гумендже, в Грубевци, в Рамел, в Ливадица и в Енидже Вардар. След като Македония попада в Гърция в 1913 година, работи като учител в гръцкото училище в Гумендже до 1922 година.